# Pablo Millor
Pablo Millor Coccaro (Montevideo, 1 de febrero de 1944-Ib., 31 de diciembre de 2017) fue un abogado y político uruguayo perteneciente al Partido Colorado.

## Biografía
Hijo de un policía y de una ex diputada, se graduó como abogado en la Facultad de Derecho de la Universidad de la República. Su madre, Dora Cóccaro Urristi, fue una destacada maestra y profesora que, a mediados del siglo pasado, tuvo una relevante actuación política en filas del batllismo, desempeñándose como diputada por Montevideo entre 1959 y 1967.
Los inicios de su actuación pública fueron en el seno del Consejo de Estado de la dictadura. Millor siempre reivindicó su actuación en dicho órgano, según sus palabras, «en aras de garantizar una buena transición a la democracia».
En las elecciones de 1984, obtuvo una banca de diputado por Montevideo en la lista de la Unión Colorada y Batllista que respaldaba la candidatura presidencial de Jorge Pacheco Areco. Pronto se convirtió en un hábil orador y portavoz de su sector político, apareciendo en debates televisivos.
En las elecciones de 1989 fue seleccionado como compañero de fórmula de Jorge Pacheco Areco. Formó su propio movimiento político, la Cruzada 94, y encabezó su propia lista al senado, saliendo electos él mismo y Dante Irurtia como senadores, además de varios diputados como Daniel García Pintos, Diana Saravia Olmos, Armando Da Silva Tavares y Walter Riesgo. Pronto se separó de Pacheco y desarrolló una acción opositora al gobierno de Luis Alberto Lacalle.
De cara a las elecciones de 1994 pensaba postularse como candidato a la Presidencia, pero finalmente apoyó la candidatura de Julio María Sanguinetti, otra vez con su propia lista al Senado. Prácticamente repitió la votación anterior y, además, conquistó la Intendencia de Rivera con Walter Riesgo.
En las elecciones internas de 1999 en primera instancia impulsó su propia precandidatura a presidente, pero pronto adhirió a la precandidatura de Luis Hierro López. Si bien el mismo resultó derrotado frente a Jorge Batlle, como premio a su adhesión se le adjudicó el tercer lugar al Senado en la lista del Foro Batllista, resultando electo. 
A lo largo de los primeros años del milenio, la derecha colorada experimentó una crisis de indefinición y de convocatoria. En las elecciones internas del Partido Colorado de 2004, la lista encabezada por Millor recibió apenas 274 votos, en el marco de una magra votación del partido. A partir de entonces se retiró de la política activa.
Falleció en Montevideo el 31 de diciembre de 2017.